# Junta Revolucionaria de Gobierno
Junta Revolucionaria de Gobierno war die Bezeichnung von drei De-facto-Regierungen in El Salvador zwischen 15. Oktober 1979 und 2. Mai 1982.

## Erste Junta Revolucionaria de Gobierno
15. Oktober 1979 bis 13. Dezember 1980
Am 15. Oktober 1979 putschte die Tanda der Juventud Militar den Präsidenten Carlos Humberto Romero aus dem Amt. Der Staatsstreich wurde anfangs vom Foro Popular mitgetragen, das sich im September 1979 gegründet hatte und zu dem der mitgliederstärkste Gewerkschaftsdachverband Federación Nacional de Trabajadores Salvadoreños (FENASTRAS), die Frente de Acción Popular Unificada (FAPU), die Ligas Populares «28 de Febrero» (LP-28), die Unión Democrática Nacionalista (UDN) sowie die Partido Demócrata Cristiano (PDC), das SI Mitglied Movimiento Nacional Revolucionario (MNR) gezählt werden.
Die Junta bildeten:
- Oberst Jaime Abdul Gutiérrez Avendano (1936–2012) war Dekan der Escuela Politecnico, er studierte in den USA Industrieingenieurwesen und war in der Geschäftsleitung der staatlichen Telefongesellschaft ANTEL tätig.[1]
- Oberst Adolfo Arnoldo Majano Ramos (* 1938) studierte fünf Jahre in Mexiko und hat die Zulassung für das Hauptquartier.

Ein weiterer Militär aus der Geschäftsleitung von ANTEL war Oberst José Guillermo García, der Verteidigungsminister wurde.
Die Zivilisten im Kabinett waren Román Mayorga Quiroz, der Dekan der Jesuitenuniversität UCA José Simeón Cañas Mario Andino, der frühere stellvertretende Vorsitzende der Cámara de Comercio e Industria de El Salvador (CCIES) oder einfacher der Manager des US-amerikanischen Kupferkabelherstellers „Conelca Phelps Dodge Products“, der mit ANTEL gut im Geschäft war, und Guillermo Manuel Ungo vom MNR.
Die Junta sagte eine Reihe von wirtschaftlichen Reformen, wie eine Bodenreform und Verstaatlichung von Banken und des Kaffeehandels zu. Auch das Ende der Gewalt durch die Sicherheitskräfte gegen die Zivilbevölkerung wurde zugesagt. Das Ministerkabinett war pluralistisch zusammengesetzt, dazu gehörten auch Ruben Zamora Rivas als Minister des Präsidenten sowie der Geschäftsmann Enrique Álvarez Córdoba als Minister für Landwirtschaft.
Zwischen dem 2. und dem 5. Januar 1980 traten die drei zivilen Mitglieder der Junta zurück. Am 2. Januar 1980 hatte Erzbischof Oscar Arnulfo Romero zur Mediation eingeladen, welche scheiterte.

## Zweite Junta Revolucionaria de Gobierno
9. Januar 1980–September 1980
Die Militärs konnten Politiker aus der Partido Demócrata Cristiano für ihre Regierung gewinnen. Am 9. Januar 1980 wurde die Bildung einer neuen Regierung bekannt gegeben. Neben den Militär Gutierrez und Majano, dekorierten nun José Antonio Morales Erlich, (PDC); Hector Dada Hirezi, (PDC) war Außenminister und der Arzt José Ramon Avalos Navarrete. Am 9. März 1980 trat Dada Hirezi zurück und wurde durch José Napoleón Duarte ersetzt.
Am 6. März 1980 wurden Gesetze für eine Agrarreform und Verstaatlichung des Bankensystems erlassen.
Am 14. Mai 1980 werden beim Massaker am Río Sumpul 600 Menschen von Regierungstruppen ermordet.

### Kill TV
Nach dem Putsch von Oktober 1979 musste Roberto D’Aubuisson Arrieta, der stellvertretende Leiter von ANSESAL, die Armee wegen seiner Verbindungen zur Todesschwadron »Union Guerrera Blanca« (UGR) verlassen. Verdeckt setzte D’Aubuisson seine Arbeit für höhere Militärbefehlshaber, welche versuchten die reformistische Junta zu destabilisieren, fort. Wohlhabende Salvadorianer ließen ihn regelmäßig in einer Fernsehsendung in El Salvador seine nachrichtendienstlichen »Erkenntnisse« zum Besten geben und D’Aubuisson denunzierte angebliche Verräter und Kommunisten. Die so Bezichtigten wurden kurz darauf von Todesschwadronen ermordet. D’Aubuissons alter Freund und Mentor General Medrano kommentierte frei heraus: »D’Aubuisson deutet auf die Kommunisten, damit die Truppen sie töten können.« Im Februar 1980 beschuldigte D’Aubuisson den Generalstaatsanwalt Mario Zamora Rivas (den Bruder von Ruben Zamora), Verbindungen zur Guerilla zu haben. Zamora zeigte D’Abubuisson wegen Verleumdung an. Ein paar Tage später brach eine Todesschwadron, während einer Dinnerparty in Zamoras Haus ein, nahm Zamora mit auf die Toilette und schoss ihm ein Dutzendmal ins Gesicht – ein Markenzeichen der »Mano Blanco«. Als D’Aubuisson im Mai 1980, wegen versuchten Regierungsumsturzes, verhaftet wurde, wurden Unterlagen sichergestellt, welche eine Paramilitäroperation ähnlich der Ermordung Zamoras beschrieben.

### »Operación Piña«
D’Aubuisson beschuldigte im Fernsehen auch Erzbischof Óscar Romero wenige Wochen vor dessen Ermordung. Als die kurze salvadorenische Untersuchung auf den Ex-Major wies, erhielt der Vorsitzende Richter Atilio Ramírez Amaya Todesdrohungen. Dieser floh nach Costa Rica, wo er bekundete, dass er überzeugt sei, dass D’Aubuisson für die Tötung verantwortlich ist. Die US-Botschaft in El Salvador war ebenso überzeugt von D’Aubuissons Schuld. Im April 1981 erklärte Botschafter Robert White vor dem US-Kongress, dass nahezu 100 % schlüssige Beweise dafür zusammengetragen worden seien, dass D’Aubuisson den Mord am Erzbischof bestellt hatte. Unter den Dokumenten, welche bei D’Aubuissons Verhaftung im Mai 1980 sichergestellt wurden, war eines, welches eine »Operación Piña« beschrieb. Die Details der Operation – die verwendete Ausrüstung, die Anzahl der Beteiligten – passten auf die Details der Ermordung des Erzbischofs. Die Botschaft verfügte darüber hinaus über hoch zuverlässige Informationen aus D’Abubuissions näherer Umgebung. Danach habe es ein Treffen von einem Dutzend Männern, hauptsächlich aktiven Offizieren, gegeben, bei dem durch Streichholzziehen bestimmt wurde, wer das Vorrecht hätte, den Erzbischof zu töten. D’Aubuisson saß dem Treffen vor. Am 24. März 1980 wird Monsignore Oscar Romero durch einen bestellten Scharfschützen erschossen.

## Dritte Junta Revolucionaria de Gobierno
September 1980 bis 2. Mai 1982
Die Junta nach dem Ausscheiden von Majano aus der Regierung im September 1980 wird als Dritte Junta Revolucionaria de Gobierno bezeichnet.
Am 10. Oktober 1980 gründete sich die FMLN. Im Juni 1980 stürmten die FAES den Campus der Universität von El Salvador (UES). Am 28. Oktober 1980 wurde der Dekan der Universität von El Salvador, Felix Ulloa ermordet. Am 27. November 1980 wurden die Leiter der am 17. April gegründeten Frente Democrático Revolucionario (FDR), Enrique Álvarez Córdova, Juan Chacón (BPR), Manuel Franco (UDN), Humberto Mendoza (MLP) und Enrique Barrera (MNR) in San Salvador entführt und durch eine Todesschwadron ermordet. Am 2. Dezember 1980 wurden vier Schwestern des Mary-Knoll-Ordens von der Sección Inteligencia der Guardia Nacional entführt, vergewaltigt und ermordet. Am 3. Januar 1981 wurde auf dem Neujahrsempfang im Sheraton in San Salvador José Rodolfo Viera Lizama (* 1938), Direktor des Amtes für Landreform (Instituto Salvadoreño de Transformación Agraria, ISTA), sowie Michael Peter Hammer und Mark David Pearlman durch zwei Guardia Nacionals ermordet, auf Befehl des stellvertretenden Leiters der Sección Inteligencia der Guardia Nacional, López Sibrián. Die Junta überstand im Januar 1981 die Generaloffensive der FMLN, die als „Ofensiva final“ angekündigt worden war. Am 10., 11. und 12. Dezember 1981, ermordeten das Batallón Atlacatl der Regierungstruppen (FAES) beim Massaker von El Mozote etwa 900 Zivilisten. Am 28. März 1982 wurde eine Verfassungsgebende Versammlung gewählt. Diese übernahm ihr Amt am 2. Mai 1982 und wählte als Interimspräsidenten den Banker Álvaro Magaña, welcher die Junta ersetzte. Der Vorsitzende der Verfassungsgebenden Versammlung war Roberto D’Aubuisson.